# Wiesław Szczerbiński
Wiesław Alfons Antoni Szczerbiński (ur. 20 września 1900 w Poznaniu, zm. 2 maja 1972 tamże) – leśnik, myśliwy, profesor Wyższej Szkoły Rolniczej w Poznaniu.

## Życiorys
Jego rodzicami byli Wincenty Szczerbiński (1861–1926), aptekarz oraz Jadwiga z domu Siemianowska (1863–1905). Po śmierci matki mieszkał w Bogucinie, gdzie jego ojciec kupił majątek z młynem i stawem. Od 1910 do 1919 roku uczył się w Gimnazjum Gotthilfa Bergera w Poznaniu, w którym był członkiem tajnego Towarzystwa Tomasza Zana.
Uczestnik Powstania Wielkopolskiego, był kurierem bojowo-politycznym oraz pełnił wartę w poznańskim Bazarze. 5 stycznia 1919 wstąpił ochotniczo do stacjonującego w Wolsztynie 4 pułku Strzelców Wielkopolskich, w jego szeregach uczestniczył w walkach przeciwko niemieckim oddziałom ochrony pogranicza. Po wstąpieniu do Wojska Polskiego, zgodnie z rozporządzeniem Komisariatu Naczelnej Rady Ludowej z 10 czerwca 1919, uzyskał świadectwo dojrzałości według ocen ostatniego świadectwa szkolnego, jego wystawcą był Wydział Szkół Średnich Ministerstwa byłej Dzielnicy Pruskiej. W październiku 1919 został urlopowany i rozpoczął studia leśne na Uniwersytecie Poznańskim, w lipcu 1920 ochotniczo wstąpił do 57 pułku piechoty z którym walczył podczas wojny polsko-bolszewickiej.
Na uczelnię powrócił w listopadzie, wstąpił wówczas do Zjednoczenia Młodzieży Narodowej. W czerwcu 1923 ukończył naukę, trzy miesiące później otrzymał stanowisko referendariusza, a następnie prowizorycznego adiunkta leśnego w Nadleśnictwie Zielonki. 21 marca 1925 przestawił pracę dyplomową pt. „Galasówki (Cynipidae) na dębach” oraz złożył ostateczny egzamin dyplomowy i uzyskał stopień inżyniera leśnictwa. 30 czerwca tego samego roku został asesorem, a w grudniu zdał egzamin na stanowisko pierwszej kategorii służby w administracji leśnej. Od 1925 r. pisywał liczne artykuły popularnonaukowe, sprawozdania i tłumaczenia o hodowli lasu i drzewnictwie. O łowiectwie oraz ochronie przyrody pisał artykuły dla „Przeglądu Leśniczego”, „Ech Leśnych” i „Rynku Drzewnego”. Będąc adiunktem wykonywał pracę w lasach wielkopolskich, m.in. w nadleśnictwach Czeszewo, Kąty, Mosina, Wanda i Gliśnica. Od maja 1928 był referendarzem w dziale administracyjno-handlowym Departamentu Leśnictwa przy Ministerstwie Rolnictwa i Reform Rolnych w Warszawie. W lipcu i sierpniu 1928 odbył kurs podchorążych w Śremie i został nominowany na podporucznika piechoty. 11 sierpnia 1928 w Milanówku poślubił Stanisławę z Ozdowskich. 16 maja 1929 na własną prośbę odszedł z pracy w ministerstwie, od 1 czerwca tego samego roku pracował jako nadleśniczy w lasach Fundacji Sułkowskich w Rydzynie, które były pod nadzorem Ministerstwa Wyznań Religijnych i Oświecenia Publicznego. Uczestniczył w posiedzeniach Kuratorium Fundacji Sułkowskich, był członkiem Związku Zawodowego Leśników RP (w kadencji 1930/1931 był zastępcą członka sądu koleżeńskiego oddziału poznańskiego, a w następnej członkiem sekcji łowieckiej).
Zarządzeniem Prezydenta RP z 27 czerwca 1938 odznaczony Medalem Niepodległości za udział w powstaniu wielkopolskim.
Podporucznik ze starszeństwem z dniem 1 lipca 1925 w korpusie oficerów rezerw taborowych. W czasie kampanii wrześniowej 1939 roku walczył w szeregach Wielkopolskiej Brygady Kawalerii, m.in. w bitwie nad Bzurą i w Puszczy Kampinoskiej. 19 września 1939 pod Witkowicami dostał się do niewoli, początkowo przebywał w Oflagu XI A Osterode, w lipcu 1940 przewieziono go do Oflagu IIB w Arnswalde, a po miesiącu do Oflagu IIC Woldenberg, gdzie brał udział w akcjach oświatowych.
30 stycznia 1945 uwolniony przez Armię Czerwoną, powrócił do Dąbcza, gdzie został kierownikiem Nadleśnictwa Państwowego Leszno. Od września 1948 w nadleśnictwach Leszno i Dąbcze koło Leszna pracował na etacie nadleśniczego. Z jego inicjatywy powstała biblioteka łowiecka, a w leśnictwie Karczma Borowa wybudowano strzelnicę myśliwską. Wiesław Szczerbiński zasiadał w Powiatowej Radzie Narodowej, Powiatowej Komisji Leśnej, przewodniczył Powiatowej Komisji Kontroli Społecznej oraz Powiatowej Komisji Rewizyjnej Komunalnej Kasy Oszczędności, pod koniec 1948 wstąpił do Stronnictwa Ludowego. Od lutego 1950 przez rok pracował jako inspektor w Okręgowym Zarządzie Lasów Państwowych w Poznaniu, a następnie do końca lutego 1953 przebywał na bezpłatnym urlopie przygotowując się do podjęcia pracy na uczelni. Od kwietnia 1951 był adiunktem w Katedrze Ogólnej Hodowli Lasu Uniwersytetu Poznańskiego, od 1952 działał w Polskim Towarzystwie Leśnym. 12 maja 1956 po przedstawieniu rozprawy pt. Podstawy metodyki badań samosiewu sosnowego w oparciu o powierzchnie próbne otrzymał tytuł doktora nauk leśnych, a docenta 29 stycznia 1959. W lipcu 1960 został twórcą Zakładu Gospodarstwa Łowieckiego, który w 1961 przekształcono w Katedrę. W 1962 został członkiem Komisji Nauk Leśnych Poznańskiego Towarzystwa Przyjaciół Nauk, ponadto zasiadał w Sekcji Ekologii Zwierząt Łownych Komitetu Ekologicznego PAN, Komitecie Nauk Leśnych PAN, Radzie Naukowej Instytutu Badawczego Leśnictwa, Komisji Hodowlanej przy Radzie Naczelnej Polskiego Związku Łowieckiego. W WSR był dziekanem Wydziału Leśnego od 1964 do 1966 roku, a 28 kwietnia 1967 roku otrzymał tytuł profesora nadzwyczajnego. Wiesław Szczerbiński do 1970 roku kierował obydwoma placówkami i przeszedł na emeryturę.

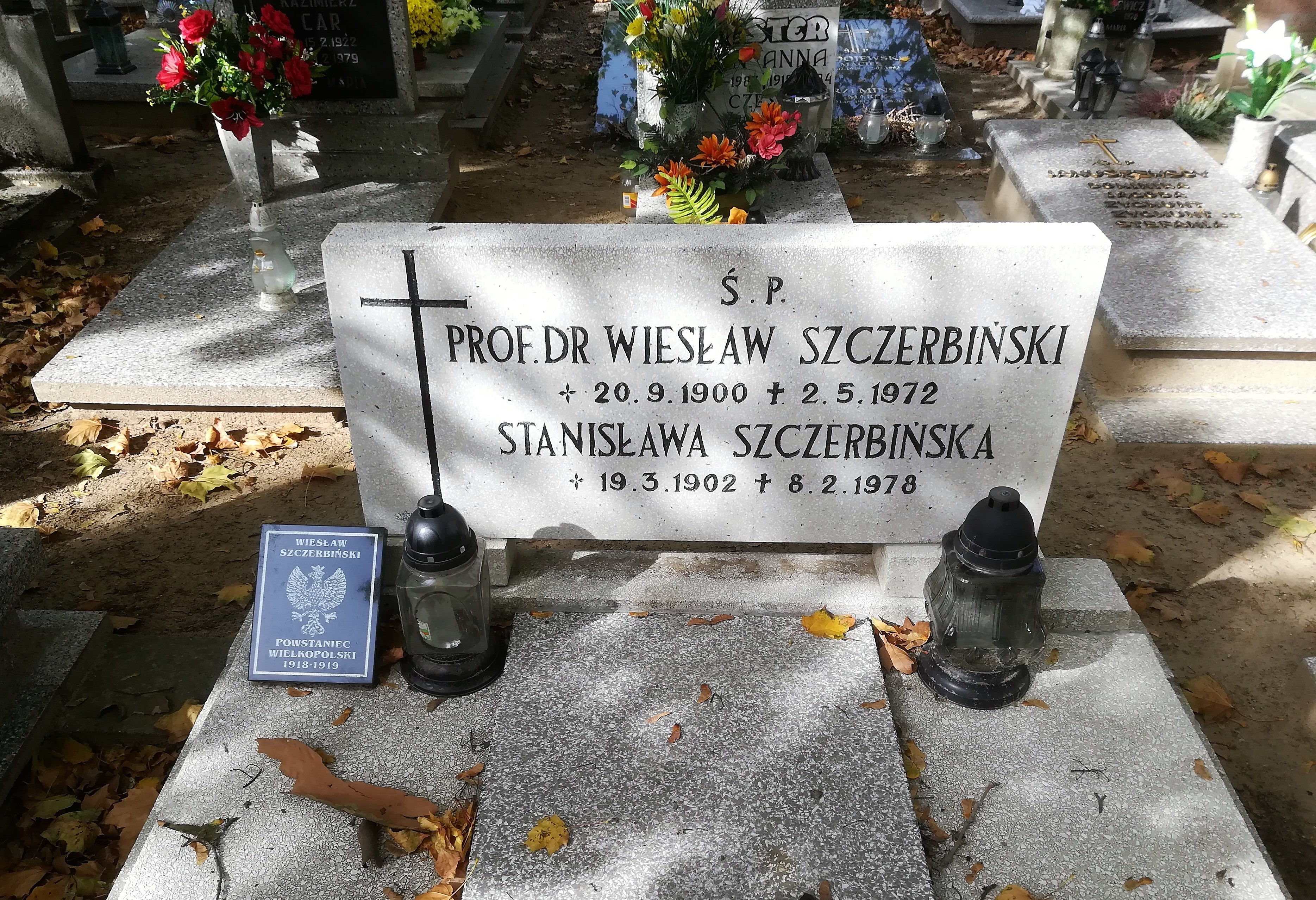
Grób na cmentarzu Górczyńskim w Poznaniu

Był twórcą podstaw nowoczesnego łowiectwa opartych na zasadach ekologicznych. Opublikował około 150 pozycji, z których połową są prace o łowiectwie.
Wiesław Szczerbiński zmarł nagle w Poznaniu 2 maja 1972 roku i pochowany został na cmentarzu Górczyńskim (kw. II P, rząd 30, grób 6).
Jego żoną od 1928 roku była Stanisława Ozdowska. Małżeństwo nie pozostawiło potomstwa.

## Odznaczenia
- Medal Niepodległości – 1938
- Złoty Krzyż Zasługi – 1958
- Krzyż Kawalerski Orderu Odrodzenia Polski – 1970